# Profesionalen Futbolen Klub Ludogorec 1945 2021-2022
Questa voce raccoglie le informazioni riguardanti il Profesionalen Futbolen Klub Ludogorec 1945 nelle competizioni ufficiali della stagione 2021-2022.

## Rosa
| N. |                        | Ruolo | Calciatore       |
| -- | ---------------------- | ----- | ---------------- |
| 1  | Paesi Bassi (bandiera) | P     | Sergio Padt      |
| 3  | Bulgaria (bandiera)    | D     | Anton Nedjalkov  |
| 4  | Brasile (bandiera)     | D     | Cicinho          |
| 5  | Bulgaria (bandiera)    | D     | Georgi Terziev   |
| 6  | Suriname (bandiera)    | D     | Shaquille Pinas  |
| 7  | Brasile (bandiera)     | C     | Alex Santana     |
| 8  | Portogallo (bandiera)  | C     | Claude Gonçalves |
| 9  | Brasile (bandiera)     | A     | Igor Thiago      |
| 10 | Argentina (bandiera)   | A     | Matías Tissera   |
| 11 | Bulgaria (bandiera)    | A     | Kiril Despodov   |
| 12 | Croazia (bandiera)     | P     | Simon Sluga      |
| 14 | Israele (bandiera)     | D     | Danny Gruper     |

| N. |                         | Ruolo | Calciatore       |
| -- | ----------------------- | ----- | ---------------- |
| 19 | Cipro (bandiera)        | A     | Pieros Sotiriou  |
| 21 | Slovenia (bandiera)     | D     | Žan Karničnik    |
| 22 | RD del Congo (bandiera) | D     | Jordan Ikoko     |
| 23 | Angola (bandiera)       | C     | Show             |
| 24 | Benin (bandiera)        | D     | Olivier Verdon   |
| 30 | Ucraina (bandiera)      | D     | Ihor Plastun     |
| 37 | Ghana (bandiera)        | C     | Bernard Tekpetey |
| 64 | Bulgaria (bandiera)     | C     | Dominik Yankov   |
| 73 | Brasile (bandiera)      | A     | Rick             |
| 88 | Brasile (bandiera)      | C     | Wanderson        |
| 90 | Bulgaria (bandiera)     | A     | Spas Delev       |
| 95 | Brasile (bandiera)      | C     | Cauly            |